# Agylla xanthocraspidus
Agylla xanthocraspidus là một loài bướm đêm thuộc phân họ Arctiinae, họ Erebidae.